# 플로랑 루암바
플로랑 루암바(Florent Rouamba, 1986년 12월 31일 ~ )는 부르키나파소 태생의 축구 선수이다.